# Deutscher Theaterpreis Der Faust/Preis für ein Lebenswerk
Für ihr Lebenswerk erhielten folgende Personen seit 2006 den Deutschen Theaterpreis Der Faust.
- 2006: George Tabori
- 2007: Michael Gielen
- 2008: Volker Ludwig
- 2009: Pina Bausch (posthum)
- 2010: Wilfried Minks
- 2011: Wolfgang Engel

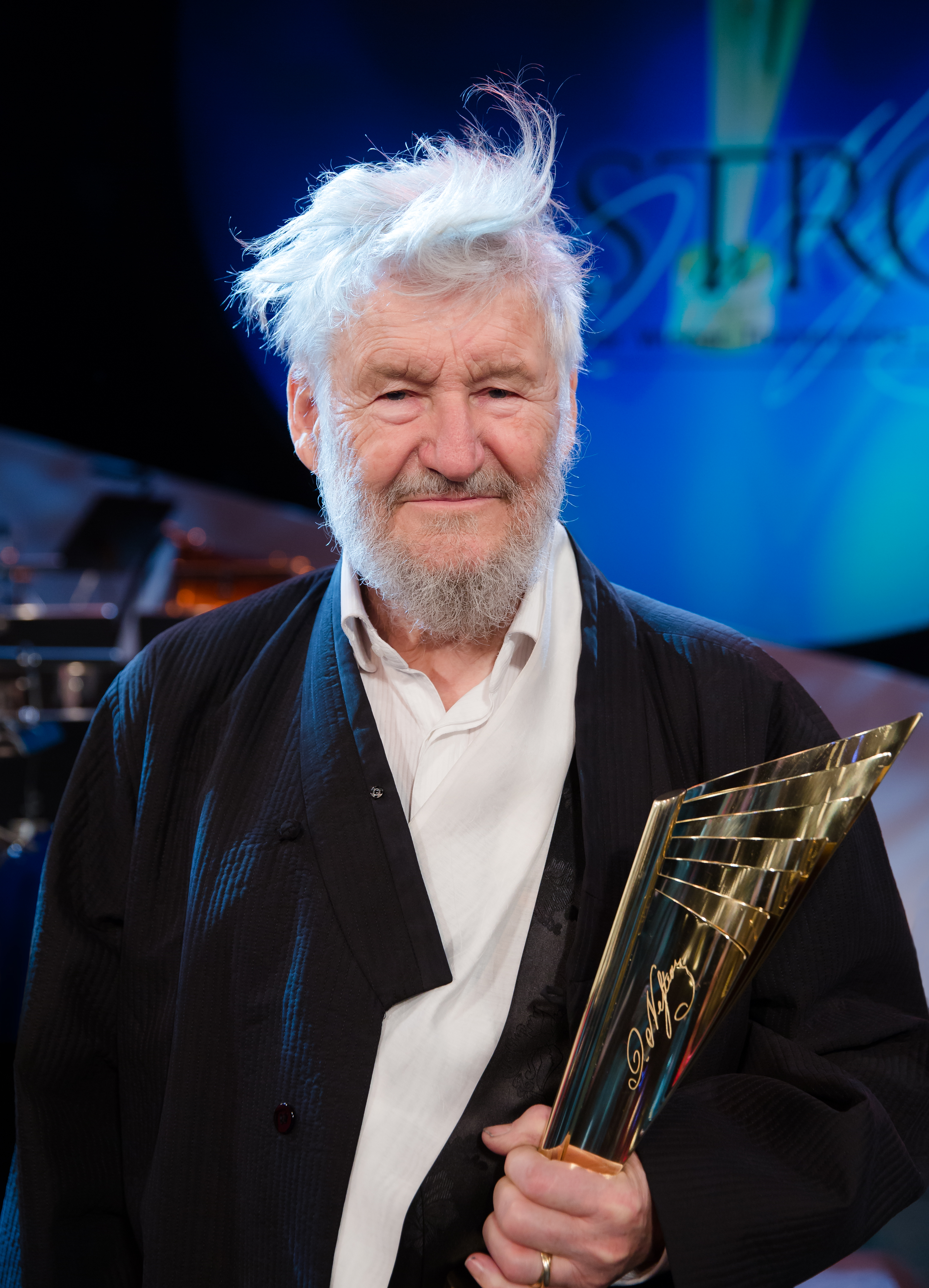
Achim Freyer
(Faust 2022)

- 2012: Tankred Dorst gemeinsam mit seiner Ehefrau und Co-Autorin Ursula Ehler
- 2013: Inge Keller
- 2014: Maria Müller-Sommer
- 2015: Franz Mazura
- 2016: Hans Neuenfels
- 2017: Elfriede Jelinek
- 2018: Aribert Reimann
- 2019: Roberto Ciulli
- 2020: William Forsythe
- 2021: Nicole Heesters
- 2022: Achim Freyer
- 2023: Klaus Zehelein
- 2024: Nele Hertling